# HMS Macedonian (1810)
Pour les autres navires du même nom, voir USS Macedonian.
Le HMS Macedonian est une frégate de classe Lively (en) de la Royal Navy portant 38 canons. Lancée en 1810, elle participe à la guerre anglo-américaine de 1812, durant laquelle elle est capturée par l'USS United States puis intégrée au sein de l'United States Navy sous le nom d'USS Macedonian.